# Quadrant (Star Trek)

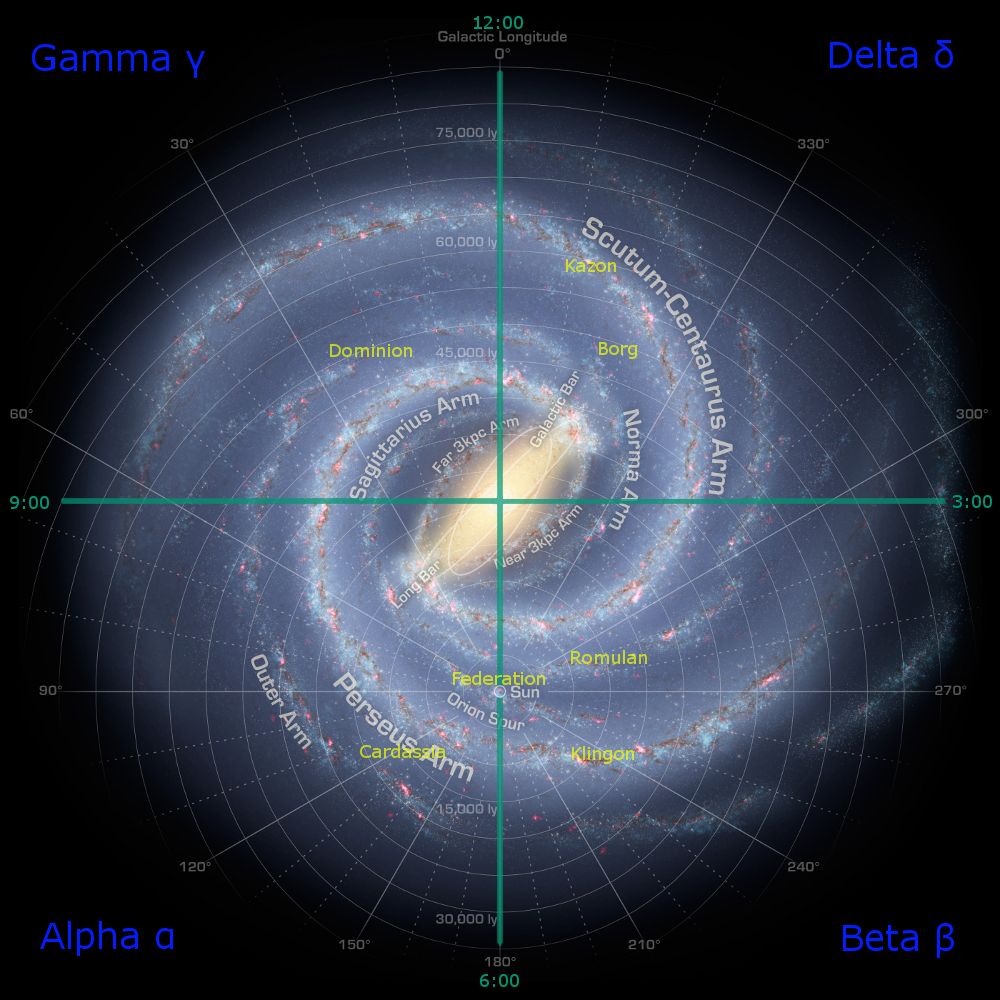
Carte de la galaxie

Pour les articles homonymes, voir Quadrant.
 (mai 2024).
Si vous disposez d'ouvrages ou d'articles de référence ou si vous connaissez des sites web de qualité traitant du thème abordé ici, merci de compléter l'article en donnant les références utiles à sa vérifiabilité et en les liant à la section « Notes et références ».
Les quadrants sont les quatre parties de notre galaxie dans l'univers de fiction de Star Trek. Chaque quadrant est égal à un carré de 50 000 années-lumière de côté. Ils sont nommés par chacune des quatre premières lettres de l'alphabet grec : alpha (α), bêta (β), gamma (γ) et delta (δ).

## Quadrant Alpha
Cette région regroupe presque la totalité des planètes de la Fédération des planètes unies, y compris la planète Terre. Malgré plusieurs siècles d'exploration, l'essentiel de ce quadrant demeure inexploré.
Le quadrant Alpha est divisé en plusieurs espaces sous contrôle de grandes espèces ou des rassemblements d'espèces :
- L'Alliance Ferengi ;
- La Confédération Breen ;
- L'Union Cardassienne ;
- La République Bajorane ;
- La Fédération des planètes unies ;
- La Corporation Sheliak ;
- La Confédération Gorn ;
- L'espace Talarien ;
- L'espace Tholien.

## Quadrant Beta
Peu exploré tout comme les autres quadrants, le Quadrant Beta est le lieu des grands Empires belliqueux. Les Romuliens et les Klingons, ainsi qu'une partie de la Fédération des Planètes Unies y cohabitent, rarement sans heurts.
Le quadrant Beta, dans l'état actuel des connaissances de Starfleet, est divisé en espaces territoriaux suivants :
- La Fédération des planètes unies, à cheval sur le quadrant Alpha et le quadrant Beta ;
- L'Empire Stellaire Romulien ;
- L'Empire Klingon.

Il peut être distingué du Quadrant Alpha de par la dimension des Empires, qui sont beaucoup plus vastes. D'ailleurs, l'Empire Klingon est le plus vaste connu de ce quadrant.

## Quadrant Gamma
Le quadrant Gamma est de loin le moins exploré de tous ;
Dans l'état actuel des connaissances à Starfleet, le Dominion y est la principale superpuissance, avec une taille estimée à environ dix fois la taille de l'Empire Klingon (Quadrant beta). Du Quadrant Delta déborde une partie de l'Empire Krenim.

## Quadrant Delta
Largement exploré grâce au vaisseau USS Voyager, qui s'y est retrouvé par accident, il est composé de quelques très grands empires parmi les plus grands connus de la Galaxie, dont le plus célèbre est le Collectif Borg.
Les Empires recensés par le Voyager sont les suivants :
- L'Empire (ou Imperium) Krenim ;
- L'espace Voth ;
- La Sodalité Vidiienne ;
- Les Sectes Kazon ;
- L'espace Swarm ;
- L'espace Hirogen ;
- L'espace Malon ;
- L'espace du Collectif Borg, d'une longueur de plus de 40 000 années-lumière et s'étalant dans le Quadrant Beta.